# IEEE 802.11v
IEEE 802.11v는 무선 네트워크에 연결되었을 때 클라이언트 장치의 설정을 가능하게 하는 IEEE 802.11의 수정판이다. 802.11v-2011으로 공개되었으며, 이후 802.11-2012에 통합되었다.
802.11는 무선 네트워크 전송 방식을 통솔하는 IEEE 표준의 모음이다. 오늘날 802.11a, 802.11b, 802.11g, 802.11n, 802.11ac 판에서 보통 가정용, 사무용 및 상업용 무선 연결을 제공하기 위해 사용된다.

## 같이 보기
- IEEE 802.11f
- IEEE 802.11k